# Загрузка сознания
Загру́зка созна́ния (также называемая перено́сом сознания) — гипотетическая технология сканирования и картирования головного мозга, позволяющая перенести сознание человека в другое искусственно созданное тело, с первоначальным переносом памяти сознания на какое-то иное вычислительное устройство (например, компьютер). Это вычислительное устройство первоначально будет моделировать все необходимые процессы, которые происходили в мозге оригинала таким образом, чтобы загруженное сознание могло полноценно сформироваться в новом теле и продолжить реагировать на внешние раздражители неотличимо от того, как оно реагировало бы в биологическом оригинале. Одним из первых эту тему и её проблемы описал Станислав Лем в главе VI «Диалогов» (изд. в 1957).

## Теоретические основы
Головной мозг человека состоит в среднем из 100 миллиардов нейронов, связанных между собой синаптическими связями, каждый нейрон образует не менее 15 000 соединений с другими нейронами. Взаимодействуя посредством этих связей, нейроны формируют сложные электрические импульсы, которые контролируют деятельность всего организма.
Существует несколько нейробиологических теорий сознания, которые объясняют, как соотносятся друг с другом активность нейронов и сознание.
Нейробиологи Кристоф Кох и Джулио Тонони, придерживающиеся физикализма (Кох в то же время считает, что сознание не является эмерджентным свойством мозга), так описали научный подход к пониманию сознания:

Сознание является частью материального мира. Оно обуславливается лишь математикой, логикой, а также законами физики, химии и биологии; сознание не является проявлением каких бы то ни было магических или потусторонних феноменов.

Ряд известных нейробиологов и специалистов в области искусственного интеллекта считают возможным создание вычислительных машин, обладающих возможностями имитации сознания. В их числе: Дуглас Хофштадтер, Джефф Хокинс, Марвин Минский, Рудольфо Льинас Риаскос, Кристоф Кох и другие.
Проведенный в 2025 году опрос 312 нейроученых показал, что 70,5 % считают долговременные воспоминания хранящимися в структурных элементах мозга (коннектом), а 40 % допускают теоретическую возможность извлечения и загрузки воспоминаний из сохраненного определенным образом мозга после смерти человека. Проект Aspirational Neuroscience назначил премию в 100 000$ первой группе исследователей, которая сможет осуществить это на практике.

### Загруженный астронавт
«Загруженный астронавт» (перенос сознания в машину) может использоваться вместо «живого» астронавта в космическом полёте человека, избегая опасностей невесомости, космического вакуума и космического излучения для человеческого тела. Это позволило бы использовать меньшие космические аппараты, такие как предлагаемый StarChip, и это позволило бы покорять практически неограниченные межзвёздные расстояния.

## Научные проекты по компьютерному моделированию человеческого мозга

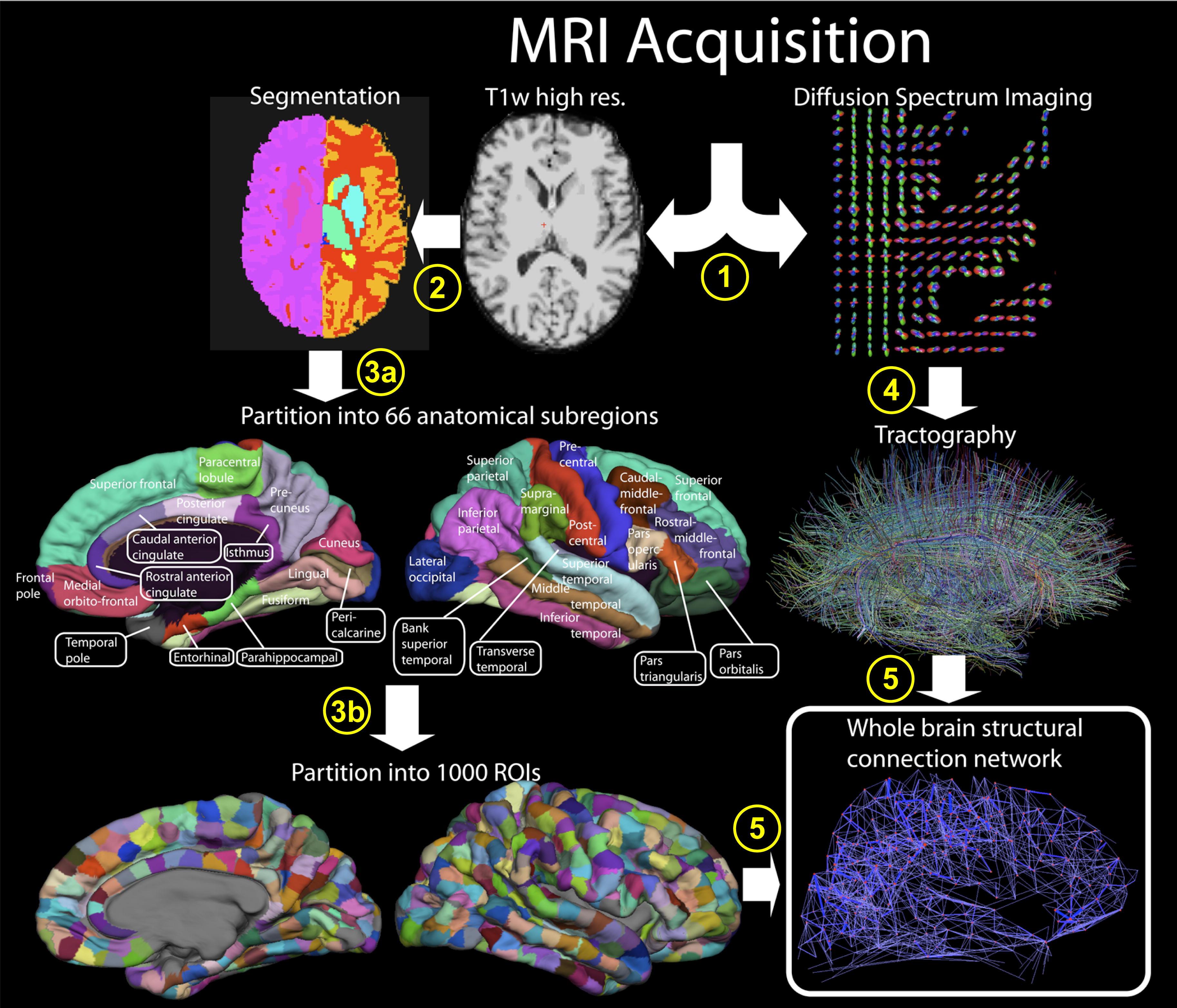
Процесс создания компьютерной модели коннектома

Для работы «загруженного сознания» необходима среда, функционально соответствующая человеческому мозгу. Первыми шагами на пути к ней могли бы стать подробные модели мозга на компьютере. Существует несколько научных проектов по созданию действующей компьютерной модели мозга. Такие работы ведутся, например, по проекту Blue Brain Project («голубой мозг»).

### Blue Brain Project
Blue Brain Project — проект по компьютерному моделированию головного мозга человека. Начался в июле 2005 года. Над проектом совместно работают компания IBM и Швейцарский Федеральный Технический Институт Лозанны (Федеральная политехническая школа Лозанны). Проект планируется закончить к 2023 году.
Проект использует суперкомпьютер Blue Gene. В конце 2006 года удалось смоделировать одну колонку новой коры молодой крысы. При этом использовался один компьютер Blue Gene и было задействовано 8192 процессора для моделирования 10 000 нейронов. То есть практически один процессор моделировал один нейрон. Для соединения нейронов было смоделировано порядка 3⋅107 синапсов.

### Human Brain Project
The Human Brain Project (HBP) — большой научно-исследовательский проект по изучению человеческого мозга, основанный в 2013 году в Женеве, Швейцария и координируемый Генри Маркрамом. Проект в значительной степени финансируется Европейским Союзом. В проекте участвуют сотни учёных из 26 стран мира и 135 партнёрских институтов. Проект HBP является беспрецедентным по своим масштабам и крупнейшим в истории изучения человеческого мозга, бюджет проекта составляет 1,6 млрд долл.

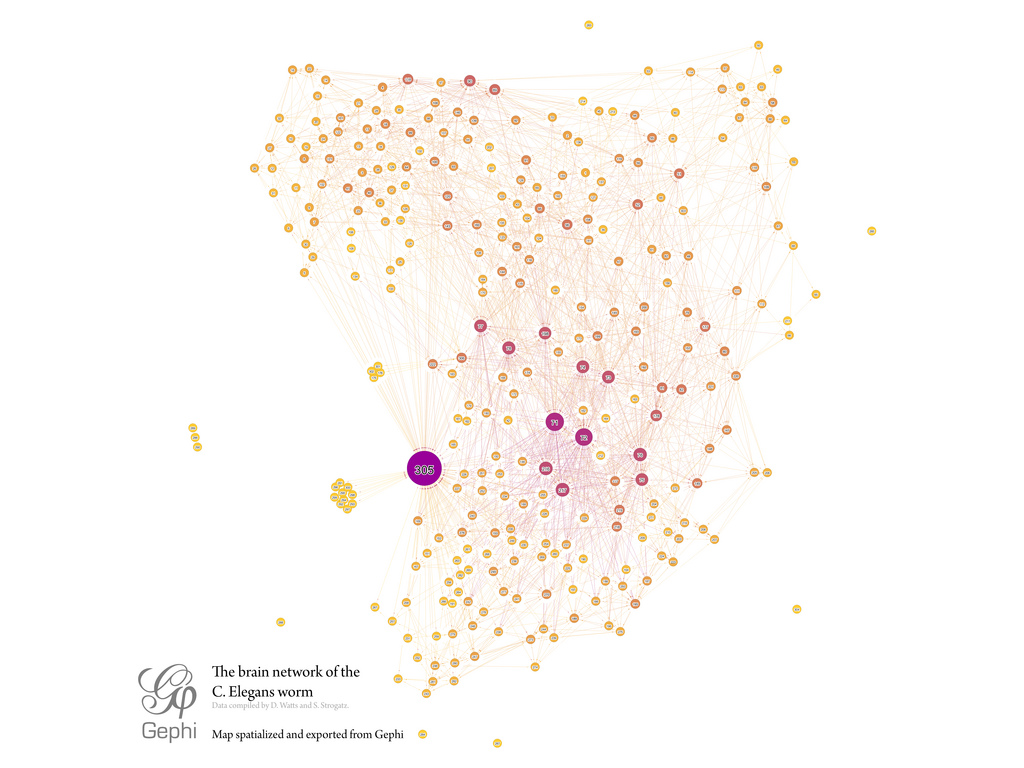
Нервная система C. elegans

Аналогичные проекты были также запущены в США (BRAIN Initiative), Китае (China Brain Project) и Японии (Brain/MINDS).

### Другие проекты
Финские исследователи считают, что экзокортекс может дать возможность загрузки сознания человека не только в компьютер, но и в другой человеческий организм.
В 1993 году была создана компьютерная симуляция нервной системы C. elegans.
В январе 2020 года Google в сотрудничестве с Гарвардским университетом выпустили базу данных «hemibrain», содержащую морфологическую структуру и синаптическую связь половины мозга мухи Drosophila melanogaster.
В продолжение этого проекта, в июне 2021 года был выпущен образец человеческой коры мозга H01 размером 1 кубический миллиметр, содержащий миллионы клеток, синапсов и других структур. Этот набор данных был получен с помощью серийной секционной электронной микроскопии с разрешением 4 нм и был обработан автоматическими вычислительными методами для аннотации и анализа связей между нейронами. H01 является наиболее детализированным образцом мозговой ткани, изображенным на сегодняшний день, и первым исследованием синаптической связи в коре мозга человека, охватывающим несколько типов клеток во всех слоях коры.

## Необходимые вычислительные мощности
Вычислительные мощности, необходимые для моделирования человеческого мозга, в значительной степени зависят от детализации модели:
| Уровень                                   | CPU (FLOPS) | Память (Тбайт) | Суперкомпьютер стоимостью в 1$ млн, обладающий необходимыми мощностями (прогнозируемый год создания) |
| ----------------------------------------- | ----------- | -------------- | --- |
| Модель популяции аналоговых сетей         | 1015        | 102            | 2008                                                                                                 |
| Импульсная нейронная сеть                 | 1018        | 104            | 2019                                                                                                 |
| Электрофизиология                         | 1022        | 104            | 2033                                                                                                 |
| Метаболом                                 | 1025        | 106            | 2044                                                                                                 |
| Протеом                                   | 1026        | 107            | 2048                                                                                                 |
| Состояния протеиновых комплексов          | 1027        | 108            | 2052                                                                                                 |
| Распределение комплексов                  | 1030        | 109            | 2063                                                                                                 |
| Стохастическое движение отдельных молекул | 1043        | 1014           | 2111                                                                                                 |

## Практические проблемы переноса информации из умершего мозга
Трудность сканирования мозга на данный момент времени состоит в том, что невозможно осуществить полный анализ нейронных сетей, используя современные томографы и компьютерные программы, так как современные искусственные нейронные сети не способны работать с большим объёмом данных, а сама карта мозга составляется в течение 6 лет. Поэтому с живого мозга выгрузить память не получится. Без временной заморозки мозга при процедуре загрузки сознания не обойтись, точно так же не обойтись нынешними методами фотографирования срезов с мозга. Необходимо куда большее разрешение снимков, где можно было бы рассмотреть плотность рецепторов. Хранение объёмных фотографий срезов с мозга, полученных при фотографировании этих срезов под разным углом, дало бы возможность улучшить качество снимков. Сохранить память мозга на данный момент можно лишь в этих снимках, в облачном хранилище или на компакт-диске. Затраты были бы минимальны и связаны лишь с оплатой работы, связанной с очисткой мозга от крови во фруктозе, с дальнейшим нарезанием слоёв толщиной в 1 микрон и фотографированием связей дендрит и уровня плотности их рецепторов на этих срезах.
Основная трудность связана с разрешающей способностью микроскопов, иногда невозможно отличить один дендрит от другого и тем более невозможно подсчитать на нём процент рецепторов. Институт Алона[уточнить] выходит из этой проблемы, не ограничиваясь фотоснимками срезов мозга, а перенося изображения на компьютере в схематические модели. Но практической пользы от таких моделей очень мало, так как даже в этих моделях нет отображения плотности рецепторов на мембранах нейронов.

## Критика
Концепция загрузки сознания содержит множество парадоксов. Так, если возможно создать точную копию сознания, то можно создать и несколько таких копий (как виртуальных, так и материальных), а также, как вариант, сохранить живой оригинал параллельно созданному. С материалистической точки зрения сознание неотделимо от тела, а интерпретации подобные такой, как «одна и та же личность существует в нескольких местах пространства одновременно», отвергаются как абсурдные, и все копии признаются равнозначными на момент создания, развиваясь дальше каждая по своему пути, примерно как близнецы. Согласно той же точке зрения перенос сознания невозможен, даже если оригинал уничтожается в ходе считывания, ибо в таком случае погибает материальный носитель сознания — мозг, то есть теоретически возможно только копирование (в любом количестве). Иногда похожая аргументация дополняется идеалистическими утверждениями, что одна и та же личность не может быть субъектом более одного жизненного опыта одновременно, поэтому и не может существовать в двух местах одновременно. Следовательно, нельзя создать даже одной копии сознания (копии с сохранением оригинала).
Некоторые философы считают, что концепция выгрузки и загрузки сознания основана на неверном учении о независимости личности от тела. Согласно точке зрения, выраженной, например, Корлиссом Ламонтом, личность представляет собой жизнь, функцию или деятельность тела. Это — действующее тело, живущее тело; точнее, это — тело, действующее и живущее определённым способом, тесно связанным с головным мозгом и с остальной центральной нервной системой. По его мнению, личность может быть абстрагирована от человеческого тела не в большей степени, чем дыхание или пищеварение. То есть личность, таким образом, является качеством тела, а не независимо существующей вещью.
Если рассматривать гипотезу о квантовой природе сознания, то важным аргументом против возможности загрузки сознания является теорема о запрете клонирования квантовой теории, говорящая о невозможности создания идеальной копии произвольного неизвестного состояния. С другой стороны, если квантовые процессы не очень существенны для человеческого сознания, то достаточно точности копирования квантовой информации состояния мозга, допустимой этой теоремой.
Также гипотеза о возможности «загрузки сознания» критикуется со стороны дуалистических теорий сознания, постулирующих существование нематериальной сознающей субстанции — души, которую, как считают дуалисты, нельзя смоделировать или перенести на другой носитель.

## В массовой культуре

### Игровая индустрия
- Ace Combat 3: Electrosphere (1999)
- Tron 2.0 (2003)
- EVE Online (2003)
- Portal 2 (2011)
- Crysis 2 (2011)
- SOMA (2015)
- Cradle (2015)
- Stellaris (2016)
- Observer (2017)
- Prey (2017)
- Cyberpunk 2077 (2020)

### Кинематограф
- Серия фильмов «Трон» (1982, 2010)
- Газонокосильщик (1992)
- Джонни-мнемоник (1995)
- Призрак в доспехах (1995)
- Евангелион (1995)
- Тёмный город (1998)
- Ковбой Бибоп (1998)
- Тринадцатый этаж (1999)
- Матрица (1999)
- Обмен телами (2000)
- Аватар (2009)
- Суррогаты (2009)
- Тихоокеанский рубеж (2013)
- Элизиум — рай не на Земле (2013)
- Обливион (2013)
- Превосходство (2014)
- Сотня (2014)
- Чёрное зеркало (спецвыпуск 2014 года; 4 серия 3-го сезона 2016г.; 1, 4, 6 серии 4-го сезона 2017г.; 3 серия 5-го сезона 2019г.)
- Вне/себя (2015)
- Робот по имени Чаппи (2015)
- Мир дикого запада (2016)
- Милый во Франксе (англ. Darling in the Franxx; 2017)
- Время приключений (8 сезон, 13 серия, 2017)
- Видоизменённый углерод (2018)
- Репродукция (2018)
- Покемон. Детектив Пикачу (2019)
- Загрузка (2020)
- Основание (2021)
- Пантеон (2022)
- Кибердеревня (2023)